# Jacob Gens
Jacob Gens (født 1. april 1903 i Illoviečiai, Šiauliai oblast, død 14. september 1943 i Vilnius) var formand for Judenrat (det jødiske råd) i Vilniusghettoen.
Jacob Gens tjente i 1919 som frivillig i den litauiske hær. Da nazisterne oprettede Judenrat i Vilniusghettoen i begyndelsen af 1941, blev Jacob Gens, der var aktiv zionist, udnævnt som chef for det jødiske ghettopoliti. Som leder af ghettopolitiet var Gens, i samarbejde SS, ansvarlig for udvælgelsen af titusindvis jødiske ofre.
Da Gestapo fik kendskab til eksistensen af modstandsbevægelsen FPO i Vilniusghettoen, arresterede Gens FPO's leder Yitzhak Witenberg på Gestapos forlangende.
Hen over sommeren 1943, under den pågående deportering af de sidste jøder i Vilniusghettoen, fastholdt Gens sine angreb på partisanbevægelsen og udleverede jøder, der viste modstandsvilje, til deportering.
I september 1943 havde ghettopolitiet i samarbejde med SS tømt Vilniusghettoen.
Den 14. september 1943 fik Gens ordre til at møde hos Gestapo, og selv om han var advaret om, at han ville blive dræbt, efterkom han ordren, og han blev skudt af Gestapo kl. 18:00 samme dag.
Hans historie blev filmet i 2006 under titelen Ghetto med Heino Ferch i titelrollen.

## Literatur
- Israel Gutman: Enzyklopädie des Holocaust. Band 1, Piper-Verlag: München og Zürich 1995 ISBN 3-492-12120-9